# 157 (liczba)
157 (sto pięćdziesiąt siedem) – liczba naturalna następująca po 156 i poprzedzająca 158.

## W matematyce
- 157 jest trzydziestą siódmą liczbą pierwszą, następującą po 151 i poprzedzającą 163[1]
- 157 jest największą liczbą pierwszą p która po przekształceniu {\displaystyle {\frac {p^{p}+1}{p+1}}} jest również liczbą pierwszą[2]
- 157 jest palindromem liczbowym, czyli może być czytana w obu kierunkach, w pozycyjnym systemie liczbowym o bazie 7 (313) oraz bazie 12 (111)
- 157 należy do dwóch trójek pitagorejskich (85, 132, 157), (157, 12324, 12325).

## W nauce
- liczba atomowa unpentseptium (niezsyntetyzowany pierwiastek chemiczny)
- galaktyka NGC 157
- planetoida (157) Dejanira
- kometa krótkookresowa 157P/Tritton

## W kalendarzu
157. dniem w roku jest 6 czerwca (w latach przestępnych jest to 5 czerwca). Zobacz też co wydarzyło się w roku 157, oraz w roku 157 p.n.e.